# Venado
Venado (Benado).- /Šp. ='jelen'/ pleme Coahuiltecan Indijanaca koje je u 18. stoljeću živjelo u blizini današnjeg okruga Duval u Teksasu i na jugu preko Rio Grande do Cerralva u sjeveroistočnom Nuevo Leónu; Meksiko. Venado su uz još nekoliko Coahuiltecan bandi smješteni na misiju San Juan Capistrano, koja se 1731. utemeljila za njih u San Antoniju. Kasnije, 1757.,  mnogi Venado dolaze u misiju Camargo, južno od Rio Grande, gdje su se neki održali sve do 1807. Dio njih nalazio se i na misiji San Francisco Vizarron u Coahuili.

## Vanjske poveznice
- Venado Indians